# Mohamed Mahsoub
Mohamed Mahsoub Abdel Meguid, est un homme politique égyptien. Il démissionne de son poste de ministre d'État chargé des Relations avec le Parlement le 27 décembre 2012.
Dans un courrier publié sur Internet, Mahsoub, un des vice-présidents du parti Al-Wassat (le centre) parti de référence islamiste, a évoqué  "de nombreuses politiques et actions qui contredisent ses convictions personnelles » et a critiqué l’incapacité du gouvernement à récupérer les fonds détournés par les cadres de l’ancien régime."
Il est né à Minya EL Kamh province Sharkeyah en 1964, et a obtenu une licence en droit de Université Ain Shams en 1986, il a obtenu une maîtrise en droit en 1988, puis s'est rendu à Paris pour poursuivre ses études à la Sorbonne entre 1992 à 1995. Puis, il a obtenu une doctorat de l'Université du Caire en 1995 en droit économique international. 